# Rudolice v Horách
Rudolice v Horách (německy Rudelsdorf) je bývalá obec, dnes osada v okrese Most v Ústeckém kraji, asi čtyři kilometry jižně od města Hora Svaté Kateřiny, jejíž jsou dnes součástí. Rudolice se nacházejí v Krušných horách v nadmořské výšce 821 metrů.

## Název
Český název vsi Rudolice se používá až od roku 1854, kdy byla vesnice pojmenována podle Rudolic nad Bílinou. Původní název byl přenesen buď z němčiny, ale je také možné, že odkazuje na Rudolfa z Karlovic, který roku 1578 zdědil červenohrádecké panství a který je pravděpodobným zakladatelem vsi. V historických pramenech se jméno objevuje ve tvarech: Rudels dorf (1582), Rudelsdorf (1590), Rudelsdorf (1606), Rudlsdorff (1622), Rudelsdorf (1787, 1846) a Rudelsdorf nebo Rudolice (1854).

## Historie
Vesnice byla založena v rozmezí let 1578–1582 na červenohrádeckém panství. První písemná zmínka o ní pochází z roku 1582. Součástí panství byla také roku 1606. Později se Rudolice dostaly do majetku města Mostu a až do roku 1848 patřily k městským statkům Kopisty – Janov – Židovice. Poté se Rudolice staly obcí s připojenou osadou Malý Háj, kde byla od roku 1852 vlastní fara při kostelu Nejsvětější trojice a hřbitov. Jako samostatná obec existovaly až do roku 1953, kdy byly i s Malým Hájem připojeny jako osady k Hoře Svaté Kateřiny. V té době již žilo v Rudolicích jen minimum lidí, neboť většina zdejších obyvatel byla německé národnosti a tudíž vysídlena. Proto dnes žije v Rudolicích trvale jen několik obyvatel, většina původní podlehla během uplynulých desetiletí demolicím, zbývající slouží převážně k rekreačním účelům.
Po sloučení okresů Litvínov a Most v roce 1960 se osada začala nazývat Rudolice v Horách, aby se jednoznačně odlišila od Rudolic nad Bílinou, které tvoří součást města Mostu.

## Obyvatelstvo
Při sčítání lidu v roce 1921 zde žilo 268 obyvatel (z toho 133 mužů), kteří byli kromě jednoho cizince německé národnosti a všichni patřili k římskokatolické církvi. Podle sčítání lidu z roku 1930 měla vesnice 270 obyvatel: 269 Němců a jednoho cizince. Kromě pěti evangelíků se hlásili k římskokatolické církvi.
|                                                                              | 1869 | 1880 | 1890 | 1900 | 1910 | 1921 | 1930 | 1950 | 1961 | 1970 | 1980 | 1991 | 2001 | 2011 |
| ---------------------------------------------------------------------------- | ---- | ---- | ---- | ---- | ---- | ---- | ---- | ---- | ---- | ---- | ---- | ---- | ---- | ---- |
| Obyvatelé                                                                    | 347  | 372  | 324  | 344  | 302  | 268  | 270  | 29   | 41   | 42   | 19   | 12   | 16   | 11   |
| Domy                                                                         | 62   | 70   | 70   | 64   | 63   | 63   | 61   | 63   | .    | 11   | 8    | 6    | 9    | 11   |
| Počet domů z roku 1961 je zahrnut v domech místní části Hora Svaté Kateřiny. |      |      |      |      |      |      |      |      |      |      |      |      |      |      |